# The Last Guardian
The Last Guardian (OT: jap. 人喰いの大鷲トリコ, Hitokui no Ōwashi Toriko, deutsch etwa „Der menschenfressende große Adler Toriko“) ist ein vom japanischen Entwicklerstudio gen DESIGN und dem SIE Japan Studio exklusiv für die PlayStation 4 entwickeltes Computerspiel des Genre Action-Adventure. Herausgeber ist Sony Interactive Entertainment. Das Spiel erschien Anfang Dezember 2016. Leitender Entwickler und Designer ist Fumito Ueda, der bereits an Spielen wie Ico und Shadow of the Colossus maßgeblich beteiligt war.

## Handlung
Die Geschichte von The Last Guardian wird in Form eines Rückblicks erzählt, in dem ein alter Mann über seine Abenteuer erzählt, die er gemeinsam mit einer großen, gefiederten Kreatur namens Trico erlebt hat. Trico misst sieben Meter, erinnert von der Gestalt her an das mythische Mischwesen Greif und vereint körperliche Merkmale verschiedener Tiere, wie die Flügel eines Vogels und den Kopf einer Katze.
Zu Beginn der Erzählung wechselt die Perspektive zu einem Jungen, der aus noch ungeklärten Gründen entführt wurde und in einer Höhle aufwacht. An seinem Körper befinden sich Tätowierungen mysteriöser Zeichen, die sich vorher noch nicht dort befunden haben. Hier trifft er erstmals auf Trico und entfernt dem angeketteten und verletzten Tier einen Speer aus einer Wunde. Eine gute Tat, die wie in der Überlieferung von Androklus und dem Löwen, nach anfänglichem gegenseitigem Misstrauen, im Verlauf des Spiels zu einer tiefen Freundschaft zwischen Mensch und Tier führt.
Der Junge befreit Trico aus seinem Kerker und gemeinsam versuchen die beiden, aus einem weitläufigen Ruinengebiet zu entfliehen. Sie müssen dazu tödliche Fallen umgehen und gegen feindliche Soldaten kämpfen. Die Aufgaben lassen sich nur lösen, wenn der namenlose Junge und Trico ihre individuellen Fähigkeiten kombinieren.

## Spielprinzip
The Last Guardian wird aus der Third-Person-Perspektive gesteuert und kombiniert Action-Adventure- und Rätselelemente. Der Spieler steuert ausschließlich den unbewaffneten Jungen und kann laufen, springen, klettern und Trico Befehle erteilen. Die Steuerung und das Spielprinzip ist mit den bereits erschienenen Spielen Ico und Shadow of the Colossus des leitenden Entwicklers Fumito Ueda vergleichbar. Zudem muss der Spieler das Terrain ausnutzen, um sich unerkannt an Wachen vorbeischleichen zu können.
Zur Lösung der Rätsel werden die Fähigkeiten von Trico gebraucht. Das Tier ist in der Lage den Jungen auf seinem Rücken zu transportieren, große Sprünge über Abgründe durchzuführen, und kann zudem Blitze aus seinem Schwanz verschießen. Diese lassen sich von dem Jungen mittels eines Spiegelschilds in eine gewünschte Richtung lenken. So lassen sich Umgebungsrätsel lösen, bei denen beispielsweise entfernte Schalter betätigt werden müssen oder Feinde kampfunfähig gemacht werden.
Ein wichtiger Aspekt ist das Verhältnis zwischen Trico und dem Jungen. Das Tier fungiert nicht als williger Helfer, sondern folgt seinen Instinkten und verfügt über ein eigenes ausgeprägtes Gefühlsleben. Erkennbar an der Farbe seiner Augen, zum Beispiel gelb für Vorsicht oder lila für Ärger und Ekel, durchläuft Trico unterschiedliche Emotionen. So kann es sein, dass er nicht unverzüglich auf Befehle reagiert, sondern mehrfach gerufen werden muss oder einfach einen eigenen Weg verfolgt. In diesen Fällen bedarf es einer höheren Vertrauensstufe, bis eine Aktion wunschgemäß ausgeführt wird. Diese erreicht der Junge dadurch, dass er nach einem Angriff Pfeile und Speere aus Tricos Körper entfernt und es ausreichend mit Nahrungsmitteln versorgt. So gelingt es dem Spieler im Verlauf eine bessere Kontrolle zu erlangen und auch die Natur des Tiers zu verstehen. So ist es beispielsweise auch notwendig, Trico frei laufen zu lassen, damit seine Neugierde dazu führt, einen Zugang zu einem neuen Gebiet zu finden.

## Entwicklung

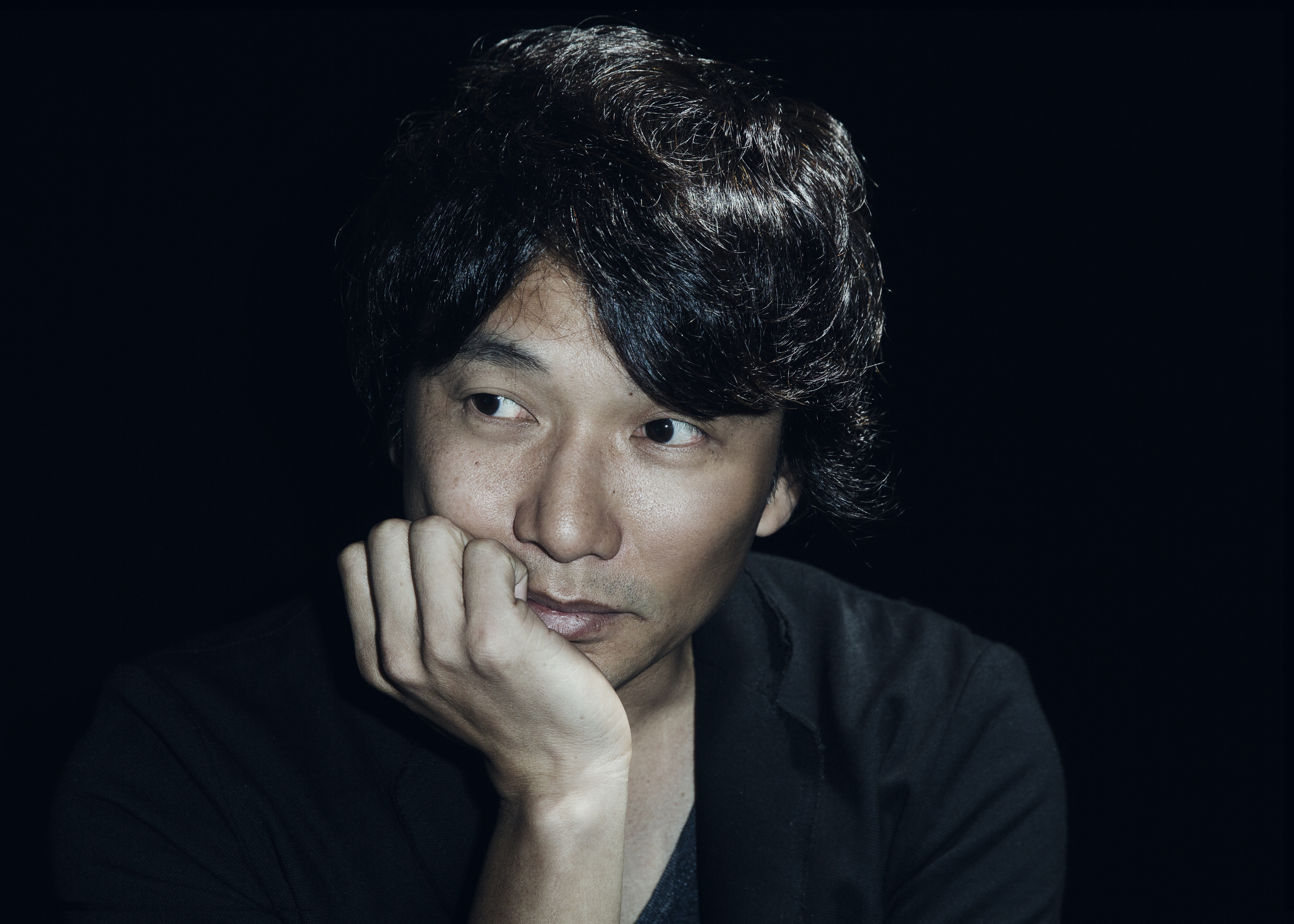
Der Game Designer des Spiels, Fumito Ueda, Juni 2016

The Last Guardian wurde erstmals auf der Electronic Entertainment Expo 2009 offiziell angekündigt, befand sich aber zu diesem Zeitpunkt schon seit zwei Jahren in der Entwicklung bei dem Softwarestudio Team Ico. Erscheinen sollte das Spiel 2011 exklusiv für die PlayStation 3.
Allerdings kam es zu erheblichen Verzögerungen während der Arbeit an dem Projekt, unter anderem, weil der leitende Entwickler Fumito Ueda zwischenzeitlich Sony verlassen hatte und mit gen DESIGN ein neues Studio gründete. Die Arbeiten wurden dann aber mit dem Fokus auf die technischen Möglichkeiten der PlayStation 4 und unter Mithilfe des SIE Japan Studio fortgesetzt. Bevor das Spiel während der Electronic Entertainment Expo 2015 endgültig angekündigt wurde, wähnten viele Vertreter der Fachpresse The Last Guardian in der Entwicklungshölle und glaubten nicht mehr an eine Veröffentlichung.

## Rezeption
Erste Kommentare der Fachpresse, die bereits eine fortgeschrittene Version des Spiels antesten konnten, sprachen mehrheitlich von einem fesselnden Spielerlebnis. Besonders hervorgehoben wurde die lebendig wirkende Figur des Begleiters Trico, die fantasievolle Atmosphäre und der Soundtrack von Takeshi Furukawa, der von dem London Symphony Orchestra eingespielt wurde.
Die Kritiken zur Veröffentlichung des Spiels waren überwiegend positiv. Bei Metacritic besitzt The Last Guardian eine Bewertung von 83/100, basierend auf 90 Kritiken aus der Fachpresse. Insbesondere die emotionalen Momente zwischen den Spielfiguren und das grafische Design bekamen viel Lob. Kritisiert wurde hingegen die technische Umsetzung. So gebe es Probleme bei der Steuerung und der Kamera. Auch die grafische Qualität sei nicht auf der Höhe der Zeit.